# Nephelea portoricensis
Nephelea portoricensis là một loài dương xỉ trong họ Cyatheaceae. Loài này được Spreng. ex Kuhn R.M. Tryon mô tả khoa học đầu tiên năm 1970.